# Argyronympha pulchra
Argyronympha pulchra är en fjärilsart som beskrevs av Mathew 1886. Argyronympha pulchra ingår i släktet Argyronympha och familjen praktfjärilar. Inga underarter finns listade i Catalogue of Life.